# Cymbidium iridioides
Espèce
Statut CITES
Cymbidium iridioides est une espèce d'orchidées du genre Cymbidium appartenant à la famille des orchidacées.

## Taxonomie
Synonymes :
- Cymbidium giganteum Wall. ex Lindl. (1833)
- Limodorum longifolium Buch.-Ham. ex Lindl. (1833)
- Iridorchis gigantea Blume (1859)[1]
- Cyperorchis gigantea (Blume) Schltr. (1924)

## Distribution et habitat
Cette espèce se rencontre dans l'Himalaya chinois, dans l'Assam, au Népal et dans l'Himalaya occidental, au nord de la Birmanie et au Vietnam dans la région montagneuse de Dalat. Elle croît dans les forêts humides en montagne, entre 1 000 et 2 800 mètres d'altitude. Elle est épiphyte et parfois lithophyte.